# Giải bóng đá Hạng Ba Quốc gia 2022
Giải bóng đá Hạng Ba Quốc gia 2022 là mùa giải thứ 17 của giải bóng đá hạng thấp nhất (cao thứ 4) thuộc hệ thống các giải bóng đá Việt Nam (sau V.League 1, V.League 2 và Giải Hạng Nhì) do VFF tổ chức hàng năm. Giải diễn ra từ ngày 06 tháng 10 đến ngày 31 tháng 10 năm 2022.

## Thay đổi đội bóng
Danh sách các đội bóng có sự thay đổi so với mùa giải 2020.
| Đội bóng mới - Trẻ Công An Nhân Dân - Trẻ Hà Nội - Trẻ Sông Lam Nghệ An - An Giang - Cung Đình Tháp - Dugong Kiên Giang - Học viện Nutifood - Tây Ninh - Trẻ Long An - Vị Trí Vàng Kon Tum - Trẻ Cần Thơ | Thăng hạng lên giải Hạng Nhì 2022 - Hải Nam Vĩnh Yên Vĩnh Phúc - Trẻ Quảng Nam Không tham gia mùa giải này - Trẻ Viettel - PVF B - Bắc Ninh - Trẻ Tây Ninh |

## Các đội bóng tham dự và điều lệ giải

### Các đội bóng tham dự giải
Giải bóng đá Hạng Ba Quốc gia 2022 có 14 đội tham dự gồm: Trẻ Công An Nhân Dân, Trẻ Hà Nội, Luxury Hạ Long, Phú Yên, Vị Trí Vàng Kon Tum và Trẻ Sông Lam Nghệ An (Khu vực phía Bắc); An Giang, Trẻ Cần Thơ, Cung Đình Tháp Đồng Tháp, Học Viện Bóng Đá Nutifood, Tây Ninh, Trẻ Long An, Bến Tre, Dugong Kiên Giang.

### Thay đổi điều lệ
Trong mùa giải này, có 14 Đội bóng chia làm hai bảng ở vòng loại, Bảng A gồm 6 đội và bảng B gồm 8 đội, chia theo khu vực địa lý. Bảng A sẽ thi đấu tại Trung tâm Đào tạo bóng đá trẻ VFF, Hà Nội. Bảng B sẽ thi đấu tại Trung tâm Thể thao Thành Long, Thành phố Hồ Chí Minh. Các Đội bóng thi đấu theo thể thức vòng tròn một lượt để tính điểm, xếp hạng ở mỗi bảng. Chọn hai Đội bóng có thứ hạng cao nhất ở mỗi bảng vào thi đấu Vòng chung kết. Ở vòng chung kết, Bốn đội bóng sẽ thi đấu 2 trận.
- Trận 1: 1A vs 2B
- Trận 2: 1B vs 2A

Hai đội thắng trận 1, 2 sẽ xếp đồng Hạng nhất giải bóng đá Hạng Ba Quốc gia 2022, và sẽ trực tiếp giành quyền tham dự giải bóng đá hạng nhì quốc gia 2023. Không có đội xuống hạng.

#### Cách tính điểm, xếp hạng ở Vòng loại
Các tính điểm:
- Đội thắng: 3 điểm
- Đội hoà: 1 điểm
- Đội thua: 0 điểm

Tính tổng số điểm của các Đội đạt được để xếp thứ hạng. Nếu có từ hai Đội trở lên bằng điểm nhau, thứ hạng các Đội sẽ được xác định như sau: trước hết sẽ tính kết quả của các trận đấu giữa các Đội đó với nhau theo thứ tự:
- Tổng số điểm.
- Hiệu số của tổng số bàn thắng trừ tổng số bàn thua.
- Tổng số bàn thắng.
- Tổng số bàn thắng trên sân đối phương

Đội nào có chỉ số cao hơn sẽ xếp trên Trường hợp các chỉ số trên bằng nhau, Ban tổ chức sẽ tiếp tục xét các chỉ số của tất cả các trận đấu trong giải theo thứ tự:
- Hiệu số của tổng số bàn thắng trừ tổng số bàn thua.
- Tổng số bàn thắng.
- Tổng số bàn thắng trên sân đối phương.

Đội nào có chỉ số cao hơn sẽ xếp trên.
Nếu các chỉ số vẫn bằng nhau, Ban tổ chức sẽ tổ chức bốc thăm để xác định thứ hạng của các Đội trong bảng (trong trường hợp chỉ có hai Đội có các chỉ số trên bằng nhau và còn thi đấu trên sân thì sẽ tiếp tục thi đá luân lưu 11m để xác định Đội xếp trên). Trong trường hợp việc xác định thứ hạng của các Đội bằng điểm nhau có ý nghĩa quyết định đến vị trí xếp thứ nhất, nhì hoặc xuống hạng ở mỗi bảng.

#### Vòng chung kết
Đội thắng trong 2 trận đấu ở vòng chung kết sẽ giành quyền tham dự giải bóng đá hạng nhì quốc gia 2023.

##### Thể thức thi đấu vòng chung kết
Các trận đấu ở vòng chung kết thi đấu theo thể thức loại trực tiếp một trận, nếu sau thời gian thi đấu chính thức (90 phút) tỷ số hòa, hai đội sẽ thi đấu luân lưu 11m để xác định đội thắng (không có hiệp phụ).

## Bốc thăm xếp lịch thi đấu
Lễ bốc thăm xếp lịch của giải sẽ được diễn ra ở 2 địa điểm cho Bảng A và Bảng B, cụ thể như sau:
- Bảng A: Vào 14h00 ngày 10/10/2022, tại phòng họp Liên đoàn Bóng đá Việt Nam.

- Bảng B: Vào 14h00 ngày 05/10/2022, tại phòng họp Sân vận động Thống Nhất, Thành Phố Hồ Chí Minh.

### Mã số thi đấu các đội
| Mã số | Đội                  |
| ----- | -------------------- |
| A1    | Luxury Hạ Long       |
| A2    | Trẻ Hà Nội           |
| A3    | Phú Yên              |
| A4    | Vị Trí Vàng Kon Tum  |
| A5    | Trẻ Sông Lam Nghệ An |
| A6    | Trẻ Công An Nhân Dân |

| Mã số | Đội               |
| ----- | ----------------- |
| B1    | Học viện Nutifood |
| B2    | Tây Ninh          |
| B3    | Dugong Kiên Giang |
| B4    | Bến Tre           |
| B5    | Trẻ Long An       |
| B6    | An Giang          |
| B7    | Cung Đình Tháp    |
| B8    | Trẻ Cần Thơ       |

## Vòng loại

### Bảng A

#### Bảng xếp hạng
| VT | Đội                   | ST | T | H | B | BT | BB | HS  | Đ  | Giành quyền tham dự |
| -- | --------------------- | -- | - | - | - | -- | -- | --- | -- | ------------------- |
| 1  | Vị Trí Vàng Kon Tum   | 5  | 3 | 2 | 0 | 13 | 4  | +9  | 11 | Vòng chung kết      |
| 2  | Luxury Hạ Long (C, P) | 5  | 3 | 1 | 1 | 7  | 4  | +3  | 10 | Vòng chung kết      |
| 3  | Trẻ Sông Lam Nghệ An  | 5  | 2 | 2 | 1 | 10 | 4  | +6  | 8  |                     |
| 4  | Trẻ Hà Nội (H)        | 5  | 2 | 2 | 1 | 7  | 5  | +2  | 8  |                     |
| 5  | Phú Yên               | 5  | 1 | 0 | 4 | 5  | 14 | −9  | 3  |                     |
| 6  | Trẻ Công An Nhân Dân  | 5  | 0 | 1 | 4 | 3  | 14 | −11 | 1  |                     |

#### Lịch thi đấu

##### Vòng 1
| 11 tháng 10 năm 2022 | Vị Trí Vàng Kon Tum         | 1–1      | Trẻ Sông Lam Nghệ An                                                                   | Nam Từ Liêm, Hà Nội                                        |  |
| 15:00                | - Nguyễn Đình Thông 44' 44' | Chi tiết | - Trần Ngọc Dũng 8' - Nguyễn Hải Đăng 56' - Lê Nguyên Hoàng 59' - Trịnh Hoàng Cảnh 82' | Sân vận động: TTĐT Bóng đá trẻ VFF Trọng tài: Trần Thế Anh |  |

| 11 tháng 10 năm 2022 | Luxury Hạ Long | 2–1      | Trẻ Hà Nội                                                      | Nam Từ Liêm, Hà Nội                                         |  |
| 17:30                | - Trần Đức Trung 21' - Vũ Văn Tuấn Anh 28' - Vũ Xuân Tín 38' - Nguyễn Anh Tuấn 56' - Trần Văn Hà 90' - Nguyễn Duy Hoàng 90+5' | Chi tiết | - Phan Lạc Dương 54' - Trần Văn Vẫn 58' 71' - Nguyễn Sỹ Đức 75' | Sân vận động: TTĐT Bóng đá trẻ VFF Trọng tài: Ngô Đức Trung |  |

| 12 tháng 10 năm 2022 | Phú Yên                                             | 3–0      | Trẻ Công An Nhân Dân | Nam Từ Liêm, Hà Nội                                          |  |
| 15:00                | - Trần Văn Sơn 16', 48', 85' - Đăng Vũ Sơn Tùng 88' | Chi tiết |                      | Sân vận động: TTĐT Bóng đá trẻ VFF Trọng tài: Lê Quang Cường |  |

##### Vòng 2
| 13 tháng 10 năm 2022 | Trẻ Sông Lam Nghệ An              | 0–0      | Luxury Hạ Long                             | Nam Từ Liêm, Hà Nội                                       |  |
| 15:00                | - Trợ lí HLV Nguyễn Xuân Vinh 87' | Chi tiết | - Nguyễn Viết Trọng 18' - Đỗ Xuân Tiến 78' | Sân vận động: TTĐT Bóng đá trẻ VFF Trọng tài: Vũ Văn Điển |  |

| 14 tháng 10 năm 2022 | Trẻ Hà Nội                                                | 1–0      | Phú Yên                | Nam Từ Liêm, Hà Nội                                            |  |
| 15:00                | - Võ Đình Đạt 47' - Trần Văn Vẫn 49' - Phan Lạc Dương 84' | Chi tiết | - Lê Anh Quốc Việt 48' | Sân vận động: TTĐT Bóng đá trẻ VFF Trọng tài: Nguyễn Hồng Phúc |  |

| 14 tháng 10 năm 2022 | Trẻ Công An Nhân Dân | 0–4      | Vị Trí Vàng Kon Tum                                                                            | Nam Từ Liêm, Hà Nội                                         |  |
| 17:30                |                      | Chi tiết | - Hoàng Minh Tiến 11' - Nguyễn Văn Sơn La 16' - Phạm Ngô Minh Quang 37' - Trương Thanh Nam 50' | Sân vận động: TTĐT Bóng đá trẻ VFF Trọng tài: Nghiêm Bá Trí |  |

##### Vòng 3
| 17 tháng 10 năm 2022 | Trẻ Sông Lam Nghệ An                                                                            | 3–1      | Trẻ Công An Nhân Dân                    | Nam Từ Liêm, Hà Nội                                            |  |
| 15:00                | - Nguyễn Văn Tú 25' - Ngô Văn Lương 26' - Trần Đức Bình 28' - Lê Văn Quý 55' - Hồ Viết Mạnh 77' | Chi tiết | - Phạm Minh Phúc 61' - Hồ Viết Mạnh 90' | Sân vận động: TTĐT Bóng đá trẻ VFF Trọng tài: Nguyễn Hồng Phúc |  |

| 17 tháng 10 năm 2022 | Phú Yên             | 0–3      | Luxury Hạ Long                                                                                           | Nam Từ Liêm, Hà Nội                                        |  |
| 17:30                | - Trần Quốc Kha 64' | Chi tiết | - Trịnh Công Đại 30' - Trần Văn Thành 39' - Trần Văn Hà 68' - Nguyễn Văn Dương 74' - Nguyễn Hữu Khải 82' | Sân vận động: TTĐT Bóng đá trẻ VFF Trọng tài: Trần Thế Anh |  |

| 18 tháng 10 năm 2022 | Vị Trí Vàng Kon Tum                                                             | 1–1      | Trẻ Hà Nội                                                    | Nam Từ Liêm, Hà Nội                                         |  |
| 15:00                | - Cầm Bá Thành 54' - Lê Đức Anh 61' - Hoàng Minh Tiến 80' - Lê Văn Trường 90+3' | Chi tiết | - Lê Trí Phong 47' - HLV Dương Hồng Sơn 80' - Lê Văn Hà 90+2' | Sân vận động: TTĐT Bóng đá trẻ VFF Trọng tài: Ngô Đức Trung |  |

##### Vòng 4
| 20 tháng 10 năm 2022 | Luxury Hạ Long                                   | 2–0      | Trẻ Công An Nhân Dân       | Nam Từ Liêm, Hà Nội                                         |  |
| 15:00                | - Trần Đức Trung 24', 35' - Nguyễn Bá Phương 65' | Chi tiết | - Nguyễn Trí Đức 75' 90+3' | Sân vận động: TTĐT Bóng đá trẻ VFF Trọng tài: Nghiêm Bá Trí |  |

| 21 tháng 10 năm 2022 | Phú Yên                                                                             | 2–4      | Vị Trí Vàng Kon Tum                                                                                                  | Nam Từ Liêm, Hà Nội                |  |
| 15:00                | - Huỳnh Duy Thục 11' - Trần Văn Sơn 22' - Nguyễn Hữu Tín 30' - Đặng Vũ Sơn Tùng 62' | Chi tiết | - Hoàng Minh Tiến 20' - Phạm Ngô Minh Quảng 26', 60' - Võ Phước Bảo 30' - Trương Thanh Nam 33' - Hoàng Minh Tiến 42' | Sân vận động: TTĐT Bóng đá trẻ VFF |  |

| 21 tháng 10 năm 2022 | Trẻ Hà Nội | 2–0      | Trẻ Sông Lam Nghệ An                                                                                     | Nam Từ Liêm, Hà Nội                                          |  |
| 17:30                | - Nguyễn Trung Thành 28' - Nguyễn Văn Đạt 34' - Lê Văn Hà 58' 90+3' - Phan Lạc Dương 84' - Lê Trí Phong 90+3' | Chi tiết | - Ngô Văn Bắc 25' - Ngô Văn Cương 29' - Trương Văn Tuyển 69' - Nguyễn Văn Sơn 77' - Phạm Tiến Dũng 90+3' | Sân vận động: TTĐT Bóng đá trẻ VFF Trọng tài: Lê Quang Cường |  |

##### Vòng 5
| 24 tháng 10 năm 2022 | Luxury Hạ Long        | 0–3      | Vị Trí Vàng Kon Tum                                             | Nam Từ Liêm, Hà Nội                                         |  |
| 15:00                | - Nguyễn Anh Tuấn 54' | Chi tiết | - Cao Văn Lai 38' 62' - Bùi Xuân Hiếu 66' - Nguyễn Minh Tâm 81' | Sân vận động: TTĐT Bóng đá trẻ VFF Trọng tài: Ngô Đức Trung |  |

| 24 tháng 10 năm 2022 | Trẻ Công An Nhân Dân                                                    | 2–2      | Trẻ Hà Nội                              | Nam Từ Liêm, Hà Nội                                            |  |
| 17:30                | - Phạm Minh Phúc 31', 63' - Hoàng Mạnh Hùng 76' - Nguyễn Hiền Lương 84' | Chi tiết | - Nguyễn Văn Đạt 14' - Trần Văn Vẫn 67' | Sân vận động: TTĐT Bóng đá trẻ VFF Trọng tài: Nguyễn Hồng Phúc |  |

| 25 tháng 10 năm 2022 | Trẻ Sông Lam Nghệ An                                                                                                   | 6–0      | Phú Yên               | Nam Từ Liêm, Hà Nội                                        |  |
| 15:00                | - Phạm Tiến Dũng 17', 32' - Vương Đình Hùng 36' - Ngô Văn Bắc 41' - Trương Văn Tuyển 59' - Nguyễn Ngọc Hùng 87', 90+2' | Chi tiết | - Huỳnh Đức Thiện 52' | Sân vận động: TTĐT Bóng đá trẻ VFF Trọng tài: Trần Thế Anh |  |

### Bảng B

#### Bảng xếp hạng
| VT | Đội                      | ST | T | H | B | BT | BB | HS  | Đ  | Giành quyền tham dự |
| -- | ------------------------ | -- | - | - | - | -- | -- | --- | -- | ------------------- |
| 1  | Học viện Nutifood (H)    | 7  | 5 | 2 | 0 | 22 | 6  | +16 | 17 | Vòng chung kết      |
| 2  | Dugong Kiên Giang (C, P) | 7  | 5 | 2 | 0 | 14 | 3  | +11 | 17 | Vòng chung kết      |
| 3  | An Giang                 | 7  | 5 | 0 | 2 | 17 | 6  | +11 | 15 |                     |
| 4  | Cung Đình Tháp           | 7  | 4 | 0 | 3 | 17 | 9  | +8  | 12 |                     |
| 5  | Tây Ninh                 | 7  | 3 | 0 | 4 | 12 | 9  | +3  | 9  |                     |
| 6  | Trẻ Long An              | 7  | 2 | 1 | 4 | 12 | 16 | −4  | 7  |                     |
| 7  | Bến Tre                  | 7  | 1 | 0 | 6 | 6  | 32 | −26 | 3  |                     |
| 8  | Trẻ Cần Thơ              | 7  | 0 | 1 | 6 | 6  | 25 | −19 | 1  |                     |

#### Lịch thi đấu

##### Vòng 1
| 06 tháng 10 năm 2022 |  | Lễ Khai Mạc |  | Bình Chánh, Tp. Hồ Chí Minh |  |
| 14:45                |  |             |  | Sân vận động: Thành Long 1  |  |

| 06 tháng 10 năm 2022 | Học viện Nutifood                                                                                  | 2–1      | Tây Ninh                        | Bình Chánh, Tp. Hồ Chí Minh                           |  |
| 15:00                | - Nguyễn Trọng Bảo 41' - Nguyễn Thái Quốc Cường 47' - Nguyễn Quang Huy 81' 83' - Lâm Gia Đức 90+4' | Chi tiết | - Nguyễn Quốc Đại 53' 41' 90+4' | Sân vận động: Thành Long 1 Trọng tài: Nguyễn Văn Phúc |  |

| 06 tháng 10 năm 2022 | Dugong Kiên Giang | 6–0      | Bến Tre                                                             | Bình Chánh, Tp. Hồ Chí Minh                            |  |
| 15:00                | - Phan Thành Nhựt 20' - Võ Hoàng Phú Quý 41' - Bùi Thế Phong 70' - Nguyễn Đăng Hậu 77' - Lê Hoàng Hải 87' - Võ Văn Gấm 90+1' | Chi tiết | - Nguyễn Ngọc Huy 14' - Nguyễn Hoàng Dư 18' - Lê Trần Hoàng Gia 51' | Sân vận động: Thành Long 2 Trọng tài: Nguyễn Hồng Quốc |  |

| 07 tháng 10 năm 2022 | Trẻ Long An                                  | 0–2      | An Giang                                                     | Bình Chánh, Tp. Hồ Chí Minh                        |  |
| 13:45                | - Phạm Hữu Lộc 37' - Lê Đình Nguyên Giáp 84' | Chi tiết | - Hồ Sỹ Quý 46' - Nguyễn Ngọc Sơn 46' - Nguyễn Thái Tiến 75' | Sân vận động: Thành Long 1 Trọng tài: Tạ Thanh Huy |  |

| 07 tháng 10 năm 2022 | Cung Đình Tháp                                                                                | 2–1      | Trẻ Cần Thơ                                                                                | Bình Chánh, Tp. Hồ Chí Minh                                |  |
| 15:00                | - Trần Phi Trọng 33' - Hà Minh Đức 42', 63' - Nguyễn Ngọc Trường Sơn 68' - Hồ Thành Thuận 68' | Chi tiết | - Giang Minh Nhã 12' - Huỳnh Phương Nam 37' - Trần Văn Triệu 68' - Lê Huỳnh Trung Hiếu 73' | Sân vận động: Thành Long 2 Trọng tài: Phạm Nguyễn Tri Thức |  |

##### Vòng 2
| 09 tháng 10 năm 2022 | Bến Tre                                      | 0–10                 | Học viện Nutifood | Bình Chánh, Tp. Hồ Chí Minh                        |  |
| 13:45                | - Trần Hoàng Triều 53' - Nguyễn Hoàng Dư 59' | Chi tiết VFF Channel | - Nguyễn Thái Quốc Cường 13', 16' (ph.đ.), 64' - Chu Minh Quân 48' - Nguyễn Lam 50', 74' - Nguyễn Khánh Duy 70', 81' - Nguyễn Đăng Tuấn Tài 88' - Cao Hoàng Hải 90' | Sân vận động: Thành Long 1 Trọng tài: Lê Tường Duy |  |

| 09 tháng 10 năm 2022 | Tây Ninh                                                  | 0–2      | Dugong Kiên Giang                                                                                          | Bình Chánh, Tp. Hồ Chí Minh                          |  |
| 15:00                | - Hồ Quốc Thịnh 47' - Trần Minh Huy 70' - Phạm Nguyễn 78' | Chi tiết | - Bùi Thế Phong 20' - Trần Phúc Thiện 79' - Huỳnh Minh Nhựt 82' - Bùi Thế Phong 90+2' - Lê Văn Khánh 90+3' | Sân vận động: Thành Long 2 Trọng tài: Trần Huy Hoàng |  |

| 10 tháng 10 năm 2022 | An Giang                                                   | 1–0      | Cung Đình Tháp                         | Bình Chánh, Tp. Hồ Chí Minh                            |  |
| 13:45                | - Nguyễn Ngọc Sơn 16' - Nguyễn Trí Tân 65' - Hồ Sỹ Quý 76' | Chi tiết | - Võ Trọng Nhân 56' - Lâm Huệ Dũng 72' | Sân vận động: Thành Long 1 Trọng tài: Nguyễn Hồng Quốc |  |

| 10 tháng 10 năm 2022 | Trẻ Cần Thơ                                                                  | 1–4      | Trẻ Long An                                                                                             | Bình Chánh, Tp. Hồ Chí Minh                             |  |
| 15:00                | - Lê Đình Nguyên Giáp 23' (l.n.) - Huỳnh Phương Nam 44' - Giang Minh Nhã 63' | Chi tiết | - Nguyễn Phúc Văn Anh 14' - Nguyễn Lâm Gia Bảo 45+1' - Nguyễn Thành Chung 68' - Nguyễn Như Ý 72', 90+3' | Sân vận động: Thành Long 2 Trọng tài: Phùng Lê Quý Hoài |  |

##### Vòng 3
| 11 tháng 10 năm 2022 | Bến Tre | 0–2      | Tây Ninh                                                                                | Bình Chánh, Tp. Hồ Chí Minh                         |  |
| 13:45                |         | Chi tiết | - Trần Đăng Khoa 65' - Phạm Quốc Thái 66' - Trần Hải Kim Thành 67' - Trương Đan Huy 79' | Sân vận động: Thành Long 1 Trọng tài: Cao Xuân Hùng |  |

| 11 tháng 10 năm 2022 | Dugong Kiên Giang                                                                    | 0–0      | Học viện Nutifood                                         | Bình Chánh, Tp. Hồ Chí Minh                                |  |
| 15:00                | - Nguyễn Đăng Hậu 20' - Lê Hoàng Hải 41' - Trần Phúc Thiện 63' - Phan Thanh Nhựt 65' | Chi tiết | - Lương Văn Phúc 22' - Nguyễn Lam 40' - Trần Đức Long 63' | Sân vận động: Thành Long 2 Trọng tài: Phạm Nguyễn Tri Thức |  |

| 12 tháng 10 năm 2022 | An Giang | 6–0      | Trẻ Cần Thơ | Bình Chánh, Tp. Hồ Chí Minh                        |  |
| 13:45                | - Hồ Sỹ Quý 18' - Nguyễn Trí Tân 33' - Nguyễn Văn Tính 40' - Nguyễn Thái Tiến 69' - Nguyễn Ngọc Sơn 70' - Thái Văn Thảo 75' | Chi tiết |             | Sân vận động: Thành Long 1 Trọng tài: Tạ Thanh Huy |  |

| 12 tháng 10 năm 2022 | Trẻ Long An                 | 1–7      | Cung Đình Tháp | Bình Chánh, Tp. Hồ Chí Minh                           |  |
| 15:00                | - Nguyễn Phúc Văn Anh 90+3' | Chi tiết | - Võ Trọng Nhân 6' - Hà Minh Đức 22' - Nguyễn Ngọc Tĩnh 52' - Nguyễn Huỳnh Công 74' - Nguyễn Hoàng Anh 81' - Hồ Thành Thuận 88' - Nguyễn Ngọc Giang 89' | Sân vận động: Thành Long 2 Trọng tài: Nguyễn Văn Phúc |  |

##### Vòng 4
| 15 tháng 10 năm 2022 | Học viện Nutifood                                                                                 | 2–2      | Trẻ Long An                                                      | Bình Chánh, Tp. Hồ Chí Minh                          |  |
| 13:45                | - Trần Đức Long 49' - Nguyễn Khánh Duy 70' - Nguyễn Quang Huy 90' - HLV trưởng Phạm Thành Nam 90' | Chi tiết | - Nguyễn Phúc Văn Anh 8' - Nguyễn Như Ý 24' - Trần Thành Đạt 88' | Sân vận động: Thành Long 1 Trọng tài: Trần Huy Hoàng |  |

| 15 tháng 10 năm 2022 | Tây Ninh                                                             | 1–2      | An Giang                                                                                  | Bình Chánh, Tp. Hồ Chí Minh                          |  |
| 15:00                | - Nguyễn Văn Bảo 19' - Trần Hải Kim Thành 65' - Trương Đan Huy 90+2' | Chi tiết | - Nguyễn Thái Tiến 24' - Nguyễn Anh Duy 70' - Phạm Hoàng Đang 89' - Nguyễn Ngọc Sơn 90+5' | Sân vận động: Thành Long 2 Trọng tài: Võ Hoài Thương |  |

| 16 tháng 10 năm 2022 | Trẻ Cần Thơ                                   | 0–2      | Bến Tre | Bình Chánh, Tp. Hồ Chí Minh                        |  |
| 13:45                | - Đinh Công Lý 31' - Nguyễn Đặng Chí Lăng 78' | Chi tiết | - Trần Phúc Hậu 16' - Đỗ Minh Thanh 28' - Lê Minh Lợi 32' - Bùi Quang Đô 40' - Ngô Thanh Tri 68' - Nguyễn Hoàng Dư 72' 87' | Sân vận động: Thành Long 1 Trọng tài: Lê Tường Duy |  |

| 16 tháng 10 năm 2022 | Cung Đình Tháp                                                  | 0–1      | Dugong Kiên Giang                                                                         | Bình Chánh, Tp. Hồ Chí Minh                            |  |
| 15:00                | - Hồ Thành Thuận 24' - Hà Lâm Thành 75' - Nguyễn Minh Trung 81' | Chi tiết | - Nguyễn Minh Chứa 25' - Huỳnh Minh Nhựt 51' - Trương Anh Dũng 68' - Nguyễn Thái Dũng 70' | Sân vận động: Thành Long 2 Trọng tài: Nguyễn Hồng Quốc |  |

##### Vòng 5
| 17 tháng 10 năm 2022 | An Giang | 2–3      | Học viện Nutifood                                                                             | Bình Chánh, Tp. Hồ Chí Minh                           |  |
| 13:45                | - Nguyễn Cao Vỹ 10' - Hồ Sỹ Quý 36' 80' - Phạm Quốc Việt 43' - HLV Nguyễn Hồ Nhật Tiến 43' - Nguyễn Ngọc Sơn 90+4' | Chi tiết | - Nguyễn Khánh Duy 52' - Lương Văn Phúc 82' - Nguyễn Phú Hồng Phúc 85' - Nguyễn Trọng Bảo 85' | Sân vận động: Thành Long 1 Trọng tài: Nguyễn Văn Phúc |  |

| 17 tháng 10 năm 2022 | Trẻ Long An              | 0–2      | Tây Ninh                                                | Bình Chánh, Tp. Hồ Chí Minh                        |  |
| 15:00                | - Nguyễn Lâm Gia Bảo 70' | Chi tiết | - Đoàn Tiến Lên 11' - Nguyễn Văn Bảo 35' - A Ma Lực 74' | Sân vận động: Thành Long 2 Trọng tài: Tạ Thanh Huy |  |

| 18 tháng 10 năm 2022 | Dugong Kiên Giang                                                      | 3–3      | Trẻ Cần Thơ                                                   | Bình Chánh, Tp. Hồ Chí Minh                             |  |
| 13:45                | - Bùi Thế Phong 19', 21' - Lê Hoàng Hải 42' 43' - Nguyễn Minh Chứa 64' | Chi tiết | - Trần Đàm Phúc Thịnh 31' - Lê Nhật Hào 38' - Lê Hoàng Tỷ 58' | Sân vận động: Thành Long 1 Trọng tài: Phùng Lê Quý Hoài |  |

| 18 tháng 10 năm 2022 | Cung Đình Tháp | 5–2      | Bến Tre                                                           | Bình Chánh, Tp. Hồ Chí Minh                            |  |
| 15:00                | - Nguyễn Hoàng Anh 5', 45' 63' - Hà Minh Đức 32' - Nguyễn Công Son 70' - Trần Tiến Đạt 73' - Nguyễn Ngọc Giang 76' - Nguyễn Huỳnh Công 80' | Chi tiết | - Trần Phúc Hậu 34' - Lê Trần Hoàng Gia 85' - Đỗ Minh Thanh 90+3' | Sân vận động: Thành Long 2 Trọng tài: Nguyễn Hồng Quốc |  |

##### Vòng 6
| 21 tháng 10 năm 2022 | Trẻ Long An                                | 0–1      | Dugong Kiên Giang                                                   | Bình Chánh, Tp. Hồ Chí Minh                          |  |
| 13:45                | - Nguyễn Chính Tính 59' - Phạm Hữu Lộc 68' | Chi tiết | - Nguyễn Minh Chứa 24' - Nguyễn Thái Dũng 86' - Huỳnh Minh Nhựt 87' | Sân vận động: Thành Long 1 Trọng tài: Võ Hoài Thương |  |

| 21 tháng 10 năm 2022 | Bến Tre                                     | 1–4      | An Giang                                                                             | Bình Chánh, Tp. Hồ Chí Minh                          |  |
| 15:00                | - Ngô Thanh Tri 40' - Lê Trần Hoàng Gia 50' | Chi tiết | - Phạm Quốc Việt 18' - Hồ Sỹ Quý 27' - Nguyễn Anh Duy 38', 84' - Nguyễn Minh Trí 88' | Sân vận động: Thành Long 2 Trọng tài: Trần Huy Hoàng |  |

| 22 tháng 10 năm 2022 | Tây Ninh | 5–1      | Trẻ Cần Thơ                             | Bình Chánh, Tp. Hồ Chí Minh                        |  |
| 13:45                | - Trần Hải Kim Thành 25' - Đoàn Tiến Lên 29' 5', 33' - A Na Lực 73' - Trần Minh Hy 84' - Đặng Khánh Đăng 90+2' | Chi tiết | - Lê Tài Nguyên 61' - Lê Nhật Hào 90+1' | Sân vận động: Thành Long 1 Trọng tài: Lê Tường Duy |  |

| 22 tháng 10 năm 2022 | Học viện Nutifood                                                     | 2–1      | Cung Đình Tháp                                           | Bình Chánh, Tp. Hồ Chí Minh                            |  |
| 15:00                | - Nguyễn Khánh Duy 45' 71' - Nguyễn Tấn Phát 73' - Lương Văn Phúc 83' | Chi tiết | - Hà Minh Đức 12' - Trần Tiến Đạt 42' - Hà Lâm Thành 59' | Sân vận động: Thành Long 2 Trọng tài: Nguyễn Hồng Quốc |  |

##### Vòng 7
| 24 tháng 10 năm 2022 | An Giang                                                                                 | 0–1      | Dugong Kiên Giang                                                                            | Bình Chánh, Tp. Hồ Chí Minh                          |  |
| 13:45                | - Nguyễn Trí Tân 20' - Đỗ Minh Thuận 31' 77' - Dương Tuấn Kiệt 67' - Trương Văn Dư 90+5' | Chi tiết | - Trần Phúc Thiện 55' - Trương Anh Dương 84' - HLV Đào Văn Phong 84' - Nguyễn Đăng Hậu 90+4' | Sân vận động: Thành Long 1 Trọng tài: Trần Huy Hoàng |  |

| 24 tháng 10 năm 2022 | Bến Tre                                     | 1–5      | Trẻ Long An | Bình Chánh, Tp. Hồ Chí Minh                             |  |
| 15:00                | - Huỳnh Quốc Vinh 74' - Nguyễn Hoàng Dư 84' | Chi tiết | - Nguyễn Chính Tính 3', 23' - Nguyễn Thành Chung 14' - Nguyễn Phúc Văn Anh 37' - Vũ Minh Đức 41' - Nguyễn Như Ý 72' - Nguyễn Đình Thành Lợi 77' | Sân vận động: Thành Long 2 Trọng tài: Phùng Lê Quý Hoài |  |

| 25 tháng 10 năm 2022 | Tây Ninh                                       | 1–2      | Cung Đình Tháp                          | Bình Chánh, Tp. Hồ Chí Minh                           |  |
| 13:45                | - Đặng Gia Thiên 29' - Đoàn Xuân Tuấn Kiệt 71' | Chi tiết | - Hà Minh Đức 8' - Nguyễn Hoàng Anh 89' | Sân vận động: Thành Long 1 Trọng tài: Nguyễn Văn Phúc |  |

| 25 tháng 10 năm 2022 | Trẻ Cần Thơ                | 0–3      | Học viện Nutifood                                                              | Bình Chánh, Tp. Hồ Chí Minh                        |  |
| 15:00                | - Nguyễn Đặng Chí Lăng 81' | Chi tiết | - Trần Văn Triệu 26' - Nguyễn Lam 29' - Chu Minh Quân 39' - Nguyễn Gia Huy 72' | Sân vận động: Thành Long 2 Trọng tài: Tạ Thanh Huy |  |

## Vòng chung kết
| Vị Trí Vàng Kon Tum | 0–1      | Dugong Kiên Giang                                                                                                 |
| ------------------- | -------- | --- |
| - Lê Văn Trường 88' | Chi tiết | - Nguyễn Đăng Hậu 47' - Nguyễn Tấn Lộc 90+1' - Ngô Quốc Cường 90+5' - Lữ Thanh Trà 90+5' - Nguyễn Minh Chứa 90+5' |

| Học viện Nutifood  | 0–0      | Luxury Hạ Long                             |
| ------------------ | -------- | ------------------------------------------ |
| - Cao Hữu Phúc 82' | Chi tiết | - Vũ Văn Tuấn Anh 26' - Trần Văn Thành 32' |
| Loạt sút luân lưu  |          |                                            |
|                    | 3–4      |                                            |

Dugong Kiên Giang và Luxury Hạ Long đồng vô địch và giành quyền thăng hạng.